# Долгоруков, Самсон Иванович
Князь Самсон Иванович Долгоруков — воевода во времена правления Ивана IV Васильевича Грозного, Фёдора Ивановича и Бориса Годунова. Рюрикович в XXI колене, из княжеского рода Долгоруковы.
Сын воеводы, князя Ивана Михайловича Долгорукова по прозванию Птица. Имел старшего брата: голова (1575) и князя Михаила Ивановича.

## Биография
Послан воеводами с сеунчем из Смоленска к Государю в Старицу, с известием о своих победах (1581). Служил воеводой в украинных полках, послан в Смоленск для окончания строения каменного города (1589-1598). Воевода Сторожевого полка на берегу Оки (1591). Второй воевода Передового полка в Новосиле (1592). Второй воевода Большого полка в Туле (1593). Встречал в Новгороде шведского королевича Густава и был у него приставом (1599). Воевода в Самаре (1602), где и скончался.
Имел дочь, княжну Авдотью Самсоновну († 1622) — жена окольничего, князя Андрея Фёдоровича Литвинова-Мосальского.

## Критика
В Российской родословной книге П.В. Долгорукова вкралась ошибка, заключающаяся в том, что он князю Михаилу Владимировичу Долгорукову-Птице, взамен настоящих его сыновей, Василия и Ивана, приписывает в сыновья внуков его, князей Михаила, Самсона и Семёна. Эту ошибку можно объяснить или опечаткой или небрежностью, так как в "Сказаниях о роде Долгоруковых" он же называет последних трёх князей не Михайловичами, как это выходит по Российской родословной книге, а  как следует — Ивановичами. Из этого следует, что у князя Михаила Владимировича сыновья — Василий и Иван, а у князя  Ивана Михайловича — Михаил и Самсон, что подтверждает и Бархатная книга.
По мнению генеалога Г.А. Власьева третьего сына — Семёна Ивановича вообще не было, по крайней мере о нём нет ни каких данных, кроме, как у П.В. Долгорукова, который опирается на упоминание Н.М. Карамзина.
Николай Михайлович Карамзин также делает ошибку называя Самсона Ивановича — Семёном, который встречал шведского королевича Густава (1599) и которая перешла к П.В. Долгорукову. Разряды Синбирского сборника ясно указывают, что это был Самсон Иванович и это ошибка — опечатка.